# Mecanotaxi
La mecanotaxi o mecanotàxia es refereix al moviment dirigit en la motilitat de les cèl·lules a través de senyals mecànics (per exemple, tensió de cisalla de fluids, els gradients de substrat rigidesa, etc.
En resposta a la tensió de cisalla de fluids, per exemple, s'ha demostrat que les cèl·lules migren en la direcció del flux del fluid.
Un subconjunt de la mecanotaxi, la durotaxi, es refereix específicament a la migració cel·lular guiada per gradients de la rigidesa del substrat.